# Томашівка (Уманський район)
Томаші́вка — село в Україні, в Паланській сільській громаді Уманського району Черкаської області. Розташоване на обох берегах річки Ятрань (притока Синюхи) за 17 км на південний захід від міста Умань. Населення становить 527 осіб (станом на 1 січня 2024 р.).

## Історія
В книзі 1895 року, автором якої є В.Б.Антонович, яка має назву "Археологічна мапа Київської губернії"  згадується Томашівка і зазначено, що: 
|  | в селі є 3 кургани. В 1873 році один розкопав Крижанівський; він знайшов під обкладинкою з каменів 5 горщиків з жовтої глини, поставлених дном вверх наповнених золою. |

 

В книзі Л.І.Похилевича 1864 року "Сказання про населені місцевості Київської губернії" вказано, що Томашівка 
|  | село при витоках річки Ятрань, які починаються на полях цього села, в 15 верстах на південний захід від Умані. Всього мешканців 812; землі 1002 десятини. На початку поточного століття Томашівка куплена від Потоцького Березовським, котрий в 1844 році продав її нинішньому господарю відставному майору Онуфрію Францовичу Терпицькому. Церква Троїцька, дерев'яна, 5 класу; землі має 36 десятин; збудована в кінці минулого століття (XVIII), але невідомо якого року. |

Імовірно село засновано у середині 18 століття. За адміністративними поділами — з 18 сторіччя — Брацлавський повіт, з 19 сторіччя — Уманський повіт, з 20 сторіччя — Уманський район.
Під час Голодомору 1932—1933 років, тільки за перевіреними даними, комуністи вбили голодом 1200 мешканців села.

## Населення
За даними перепису 2001 року в селі мешкала 671 особа.

### Мовний склад
Рідна мова населення за даними перепису 2001 року:
| Мова       | Чисельність, осіб | Доля     |
| ---------- | ----------------- | -------- |
| Українська | 650               | 96,87 %  |
| Російська  | 12                | 1,79 %   |
| Румунська  | 7                 | 1,04 %   |
| Білоруська | 1                 | 0,15%    |
| Інше       | 1                 | 0,15 %   |
| Разом      | 671               | 100,00 % |

## Відомі люди
- Стригун Федір Миколайович (1939)  — український режисер, народний артист України, доцент, член-кореспондент Академії мистецтв України.
- Головчук Андрій Федорович (1948 — 2017)  — український науковець у галузі сільського господарства, професор, доктор технічних наук, ректор Уманського національного університету садівництва.